# ريد (مبيد حشري)
ريد هو الاسم التجاري لسلسلة من منتجات المبيدات الحشرية التي تنتجها شركة إس سي جونسون وابنه ، والتي تم إطلاقها لأول مرة في عام 1956.
كان المكون النشط الأولي هو أليثرين ، وهو أول بيرثرويد صناعي.  يمكن أن تحتوي مشتقات الغارات التي تستهدف أنواعًا معينة من اللافقاريات على عوامل فعالة أخرى مثل السيفلوثرين الأكثر سمية والذي يعد أيضًا من البيرثرويدات .  اعتبارًا من عام 2019، يحتوي مبيد النمل والصراصير "ريد" على البيرثرويدات، والإيميبروثرين ، والسايبرمثرين ؛  وتحتوي المنتجات الأخرى على التترامثرين والبرالثرين كمكونات فعالة.  يستخدم مبيد الحشرات الطائرة ريد، وهو عبارة عن رذاذ، مادة البيبيرونيل بوتوكسيد وD- فينوثرين . 
تم بيع العلامة التجارية تحت اسم ريدسيكت للسوق الماليزية.

## شعار "ريد تقتل الحشرات"
تم إنشاء الشعار الإعلاني الأصلي للمنتج منذ تقديمه في عام 1956 حتى عام 2016، " ريد تقتل الحشرات"، بواسطة وكالة الإعلان أف سي بي . غالبًا ما تُنسب العبارة نفسها إلى الشاعر لو ويلش ، الذي عمل في الوكالة في ذلك الوقت.
تم استخدام الخط لأول مرة في التجارة في عام 1966 وتم تسجيله كعلامة تجارية في عام 1986. كان مخرج الرسوم المتحركة الشهير تكس أفيري هو المنتج الأول للإعلانات التجارية "ريد تقتل الحشرات". قام الفنان دون بيجلر بتطوير شخصيات الحشرات المستخدمة في الولايات المتحدة واستمر في تحريكها لمدة أربعين عامًا.  قام بيجلر "بتقنين الشكل والمظهر والرسوم المتحركة" للحشرات الغريبة التي تركض خوفًا من ريد، وفقًا لستيف شيلدواتشر، نائب الرئيس التنفيذي في درافتفاسب.
وكان هذا الشعار جزءًا من حملة إعلانية ناجحة وطويلة الأمد. في استحضار صور غارة على غرار إليوت نيس على حانة غير قانونية أثناء حظر الكحول ، تضمنت الإعلانات التليفزيونية حشرات كرتونية مجسمة مختلفة (مثل البعوض والذباب والصراصير والنمل والعناكب (على الرغم من أن العناكب من الناحية الفنية ليست حشرات)، إلخ) تتآمر لبعض الخطط السخيفة مثل غزو المطبخ، أو في بعض الأحيان القيام بشيء مثل مسرح الجريمة، أو التسكع في بعض الأماكن، فقط ليتم مهاجمتها بالمظهر السحري للمنتج الذي أرسل الحشرات بسرعة إلى العديد من الوفيات الرهيبة. ستصرخ الحشرات باسم العلامة التجارية ("رييييييد!!؟؟")، ثم يحدث انفجار ضخم على غرار الرسوم المتحركة، ومن المفترض أن يؤدي ذلك إلى تعجيل زوالها. تم توفير أصوات الحشرات بواسطة أفيري، ميل بلانك ، بول فريس ، لاري موران، فرانك ويلكر ، تيم دادابو وبول هانكوك.      
وقد تم إطلاق حملات مماثلة في بلدان أخرى، إما عن طريق دبلجة الرسوم الكرتونية الأميركية أو عن طريق إنتاج نسخ محلية، بما في ذلك تلك الخاصة ببايجون ، وهي علامة تجارية أخرى لمبيدات الحشرات من إنتاج شركة إس سي جونسون.[بحاجة لمصدر]

## الاستخدام غير المشروع
في السنوات الأخيرة، اكتسبت التقارير حول استخدام مبيدات الحشرات القوية كمخدر غير مشروع شهرة واسعة.  على الرغم من أن المنتجات مثل ريد آمنة نسبيًا للبشر (عند استخدامها على النحو المقصود)، فإن فعل الاستنشاق أو التدخين أو الشخير أو التبخير أو التوصيل أو الشرب و/أو حقن ريد أو غيرها من مبيدات الحشرات يمكن أن يسبب ضررًا عصبيًا لا رجعة فيه، أو حتى الموت.
في يوليو 2019، أُعلن عن وفاة ثلاثة أشخاص في ولاية فرجينيا الغربية بعد تناول جرعة زائدة من رذاذ دبابير مجهول الهوية. حذرت السلطات من اتجاه متزايد لتناول مبيدات الحشرات في جنوب الولايات المتحدة، باعتبارها بديلا عن الميثامفيتامين. تشمل الأعراض المحتملة لتناول سم الحشرات، على سبيل المثال لا الحصر: السلوك غير المنتظم، والغثيان، والصداع، والتهاب الحلق، والالتهاب الشديد، واحمرار اليدين والقدمين، والهلوسة السمعية، والتشنجات، والغيبوبة، والموت.   

## منافسين الشركة
المنافسون الرئيسيون لشركة ريد في سوق المبيدات الحشرية هم بلاك فلاج و هوت شوت و مورتين و بايجون (أيضًا العلامة التجارية الشقيقة).

## أنظر أيضاً
- طارد الحشرات
- مبيد حشري
- مخدر الدبابير

## ملحوظات
1. ↑  In Thai, Indonesian and Philippine markets

## روابط خارجية
- الموقع الرسمي

قالب:SCJohnson